# باغ کاشفی
باغ کاشفی باغی است که در ابتدا اصطبل و محل نگهداری از اسب متعلق به یکی از زمینداران بزرگ اصفهان با همین نام بود. در دهه ۶۰ به عنوان زندان و شکنجه‌گاه استفاده شد. گفته می‌شد «کمیته صحرایی» است اما زندانیان سیاسی به طنز به آن «هتل اموات» می‌گفتند که یک معنی اش این بود که هرکس پایش به آنجا برسد دیگر آخرعاقبت اش با خدا است و ممکن است برنگردد. سال ۶۰ و ۶۱ خیلی‌ها در آنجا شکنجه و سر به نیست شدند.
در داخل این کمیته صحرایی (هتل اموات) راهرویی نیمه تاریکی بود که هر طرفش سیزده تا سلول داشت. در انتهای راهرو توالت و حمام کوچکی قرار داشت زندانیان جدا جدا (شبانه روز دو و بعضی مواقع ۳ بار) با چشمان بسته و نظارت نگهبانان از توالت استفاده می‌کردند. زندانیان در مواردی هم مجبور می‌شدند در سلول از ظروف پلاستیکی برای قضای حاجت استفاده نمایند.
زندان مزبور در اصفهان – خیابان بزرگمهر – خیابان هشت بهشت شرقی – کوچه باغ کاشفی (کوچه میثم) قرار داشت.
باغ کاشفی محل اداره مرکزی اطلاعات استان اصفهان از وزارت اطلاعات می‌باشد.

## تاریخچه
پس از انقلاب و به دنبال فراری شدن بسیار از عوامل حکومتی یا سرمایه داران مرتبط با رژیم پهلوی اموال آن‌ها به حکم اینکه اموال مردم بوده و از راه غیر مشروع به دست آمده مصادره می‌شد که باغ کاشفی نیز از همین اموال بود.

## ساختمان
به دلیل شرایط پیچیده و ساختمان منحصربه‌فرد از ابتدا توسط وزارت اطلاعات برای استقرار مرکز اداره اطلاعات استان اصفهان انتخاب شد و از سال ۶۰ به زندان و شکنجه‌گاه بدَل گشت.
از وضعیت ساختمان آن اطلاعات دقیقی در دست نیست و هر آنچه نوشته یا بازگو شده مربوط به اظهارات نجات یافتگان از این ساختمان مخوف می‌باشد.
طبق یکی از همین اظهارات:این زندان علاوه بر حدود ۲۰ سلول انفرادی و نیز سلول‌های دو، سه نفره و یک سالن جمعی، (که مشرف به حیاط کوچکی بود) ــ محلی هم برای شکنجه زندانیان داشت… لابد قسمتی هم ویژه زنان زندانی بوده که اطلاع ندارم.
بر اساس بررسی و تحقیق سازمان‌های مدافع حقوق بشر، گزارشی مبنی بر وجود گور دسته جمعی از قربانیان ارائه شده‌است.
تنها خبری که در سال ۱۳۸۱ از آن مجموعه در دست است، احداث یک سالن کنفرانس به زیربنای ۴۰۰ متر مربع بین دی تا اسفند ۱۳۸۱ می‌باشد.

## بازداشت شدگان
«هتل اموات» با احتساب همه سلولهای انفرادی و یک سالن جمعی حدود ۲۵۰ نفر گنجایش داشت. شماری از زندانیان بعد از اتمام بازجویی‌ها به زندان دستگرد یا سپاه منتقل می‌شدند و تعداد کمتری هم اعدام شدند. از تعداد بازداشت شدگان یا قربانیان که در این محل زندانی شدند، آمار دقیقی در دست نیست.
شماری از زندانیانی که در این زندان (هتل اموات) بودند:
سیف الدین شیخ سادات سامانی که بنا و اهل شهر کرد بود زیر شکنجه جان باخت. سید فخر طاهری، اسفندیار قاسمی، قادر جرار، جعفر قنبری، امیر حیدری (اهل خاش)، علی جان پناهی، بیژن مجنون، مینا سهیلی زاده، محمود طریق الاسلامی سهیلا مصدقیان فر (که وی زیر شکنجه کشته شد)، رحمان شجاعی، مهرداد آغر، هادی میرمیران علی اتراک (فرخزاد)، محمد نعمت بخش، سعید عباسپور (که نابینا بود)، برادران طباطبایی (از قمشه) و مهین جهانگیری خواهر الله قلی جهانگیری هم در باغ کاشفی (هتل اموات) زندانی بود.